# Frénouville
Frénouville is een gemeente in het Franse departement Calvados (regio Normandië). De plaats maakt deel uit van het arrondissement Caen. Frénouville telde op 1 januari 2022 2.022 inwoners. In de gemeente ligt de spoorweghalte Frénouville-Cagny.

## Geografie
De oppervlakte van Frénouville bedroeg op 1 januari 2022 6,45 vierkante kilometer; de bevolkingsdichtheid was toen 313,5 inwoners per km².
De onderstaande kaart toont de ligging van Frénouville met de belangrijkste infrastructuur en aangrenzende gemeenten.

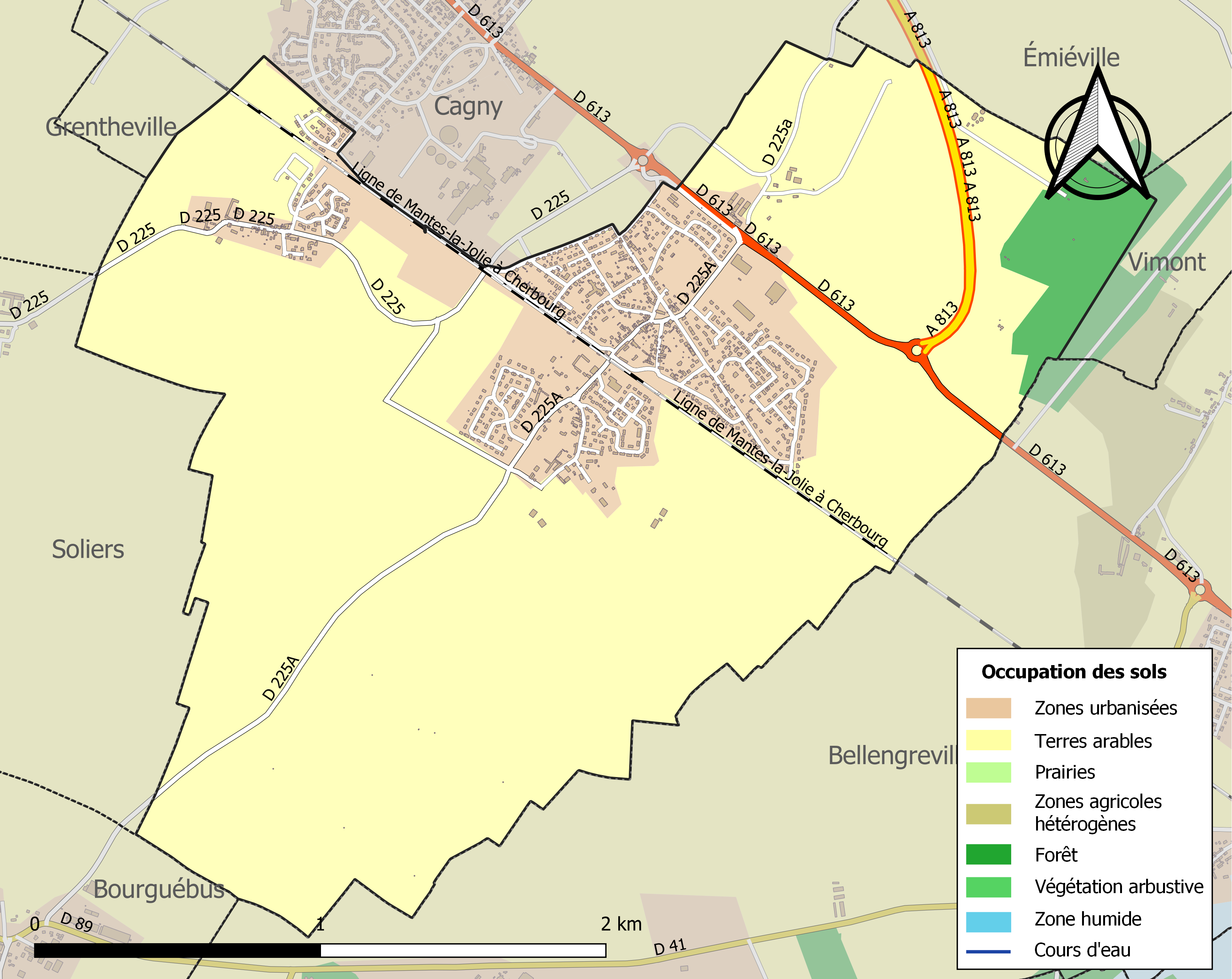

## Demografie
Onderstaande figuur toont het verloop van het inwonertal (bron: INSEE-tellingen).
Vanwege een beveiligingsprobleem met de MediaWiki Graph-software is het momenteel niet mogelijk deze grafiek weer te geven. Zodra de software is bijgewerkt zal de grafiek vanzelf weer zichtbaar worden.